# جاي حاتم (مقاطعة دلفان)
جاي حاتم (بالفارسية: جای حاتم) هي قرية تقع في قسم ايتيوند الجنوبي الريفي (مقاطعة دلفان) في إيران. يقدر عدد سكانها بـ 161 نسمة بحسب إحصاء 2016.